# Emprendimiento social
El emprendimiento social es una técnica de negocios que utilizan las empresas, startups, organizaciones sin fines de lucro e incluso gobiernos para financiar el desarrollo de soluciones o problemas sociales, culturales y ambientales. Los emprendimientos sociales son organizaciones que aplican estrategias de mercado para alcanzar un objetivo social. El movimiento del emprendimiento social incluye tanto a organizaciones sin ánimo de lucro que utilizan modelos de negocio para alcanzar su misión como a organizaciones con ánimo de lucro cuyo propósito principal es de carácter social. Su objetivo ― cumplir con objetivos que son al mismo tiempo sociales/medioambientales y financieros ― es a menudo descrito como el "triple resultado": lograr al mismo tiempo desempeñarse en la dimensión social, ambiental y del beneficio económico. Los emprendimientos sociales se diferencian de los emprendimientos comerciales en que su objetivo social o medioambiental siempre se encuentran en el centro.
En lugar de maximizar las participaciones de sus accionistas, el principal objetivo de las empresas sociales es generar beneficios para impulsar sus objetivos sociales o medioambientales. Dichos objetivos pueden lograrse de distintas maneras dependiendo de la estructura del emprendimiento social: el beneficio de un negocio puede destinarse para apoyar un objetivo social como por ejemplo la financiación de la actividad de una organización sin ánimo de lucro o bien el emprendimiento puede dar cumplimiento a su objetivo social a través de su propia actividad empleando a personas excluidas o prestando sus beneficios a microemprendimientos con dificultades para acceder a préstamos de inversores corrientes.

## Historia
El emprendimiento social tiene una dilatada historia, aunque con diferentes nombres y características. Mientras muchos emprendimientos sociales aceptan a día de hoy fondos y otras formas de apoyo del Estado, particularmente aquellas que no tienen ánimo de lucro, esencialmente son empresas que buscan independencia tanto del Estado como de capital privado a través de estrategias que crean una economía social.
La primera descripción de emprendimiento social como organización democrática y financieramente independientemente con objetivos sociales, y operando dentro de los cánones de protección del medio ambiente fue acuñada a finales de los años 70 y posteriormente publicada por Freer Spreckley en el Reino Unido.
Algunas de las nuevas influencias formativas incluyen las cooperativas de trabajadores italianas que influyeron para asegurar en materia legislativa para las cooperativas sociales, en las cuales, miembros con discapacidades sean mentales o físicas pudieran trabajar mientras se recuperaban de sus dolencias. El primer documento académico que propuso cooperativas de trabajadores de la salud y rehabilitación como forma de emprendimiento social fue publicado en 1993.

### Definiciones
El emprendimiento social es la construcción, evaluación y persecución de oportunidades para el cambio social transformativo llevado a cabo por individuos visionarios y dedicados
Roberts y Woods

Definición 2: El emprendimiento social es la puesta en marcha de una empresa cuyo objetivo final no es la maximización del beneficio económico, sino la creación de valor para la sociedad.

## Emprendedores sociales
Se considera emprendedor social al individuo o grupo de personas que, entendiendo la raíz detrás de problemáticas sociales, ambientales, o políticos, buscan maneras de resolverlos a través de la innovación y perspectivas únicas con el fin de generar impacto a las comunidades, personas, o a su entorno. Los emprendedores sociales suelen priorizar la responsabilidad social y la creación de riqueza del territorio en el que actúan, por encima del objetivo de la maximización del beneficio económico propio. Algo importante a mencionar, es que el emprendedor social se caracteriza por tener diversas habilidades blandas que le permite poder enfrentar desafíos para lograr cumplir su objetivo.
A pesar de la importancia que se está otorgando en los últimos años a las empresas y empresarios sociales, no se trata de un fenómeno totalmente nuevo. Por el contrario, los empresarios sociales han existido siempre, desde los tiempos más remotos. Por ejemplo, San Francisco de Asís, fundador de la orden franciscana, podría considerarse un empresario social por haber construido varias organizaciones que han promovido cambios de modelo de campo. Lo que hoy en día sí es distinto, es que la iniciativa social está consolidándose como vocación, no sólo en zonas de Estados Unidos o Europa, sino cada vez en lugares de Asia, África y América Latina.

## Emprendimiento y desarrollo local
Con respecto al concepto de emprendimiento y el de desarrollo local puede decirse que busca que los individuos de un territorio aumenten sus libertades fundamentales y dentro de estas libertades están incluidas las posibilidades que poseen los sujetos de tener oportunidades de desarrollar procesos productivos, que les permitan generar su propio empleo y riqueza. Y que, además les permitan mejorar su calidad de vida, teniendo en cuenta que esto implica que puedan tener la posibilidad de optar y de vivir de acuerdo a su propia cultura, la posibilidad de cuidar el medio ambiente, de tener acceso a la salud y a la educación, y de elegir en qué lugar quieren vivir, entre otras cosas. Cabe destacar que, a diferencia de la forma tradicional de buscar el desarrollo de una comunidad, en la que los lineamientos, la manera y la metodología surgen desde el exterior de la comunidad, el desarrollo local parte de las necesidades locales, de los recursos locales y de la decisión de los agentes locales. Éste busca fomentar las capacidades de los individuos y del lugar en el que habitan, busca aumentar esas libertades fundamentales que ellos poseen y retroalimentarlas positivamente. De esta manera busca cubrir las necesidades de la población para luego poder pensar nuevas maneras de responder a las demandas sociales.